# Стронголи
Стро́нголи (итал. Strongoli [sˈtronɡoli], сиц. Strònguli) — коммуна в Италии, располагается в регионе Калабрия, подчиняется административному центру Кротоне.
Население составляет 6160 человек (на 2004 г.), плотность населения — 71,6 чел./км². Занимает площадь 85 км². Почтовый индекс — 88816. Телефонный код — 0962.
Покровительницей коммуны почитается Пресвятая Богородица. Праздник ежегодно отмечается 15 августа.